# Бар и бат-мицва
Бар-мицва (хебр. בר מצווה, син дужности) је церемонија пунолетности код Јевреја, где дечаци након навршавања 13 година живота постају религиозно пунолетни.
Бар-мицва је једнако назив за религиозно пунолетног дечака, и за дан на који стече религиозну пунолетност. Са церемонијом дечак се прима у заједницу верујућих.
Бат-мицва (хебр. בת מצווה, ћерка дужности) је иста церемонија за девојчице, у њих се али церемнонија чини након навршавања 12 године. Бат-мицву увео је реформистички рави Мордехај Каплан 1922. године и данас је навелико прихваћено у јудаизму, посебно у реформистичком и либералном.
Од тог дана деца су дужна да извршавају верске заповести и могу да приме верске обавезе као на пример читање торе у синагоги.
У Израелу и другим земљама, бар-мицва је код Јевреја велико породично славље, често са неколико стотину гостију; дечак је у центру пажње, слично младенцима на свадби.